# Mons (Gard)
Mons is een gemeente in het Franse departement Gard (regio Occitanie). De plaats maakt deel uit van het arrondissement Alès. Mons telde op 1 januari 2022 1.789 inwoners.

## Geografie
De oppervlakte van Mons bedroeg op 1 januari 2022 15,94 vierkante kilometer; de bevolkingsdichtheid was toen 112,2 inwoners per km².

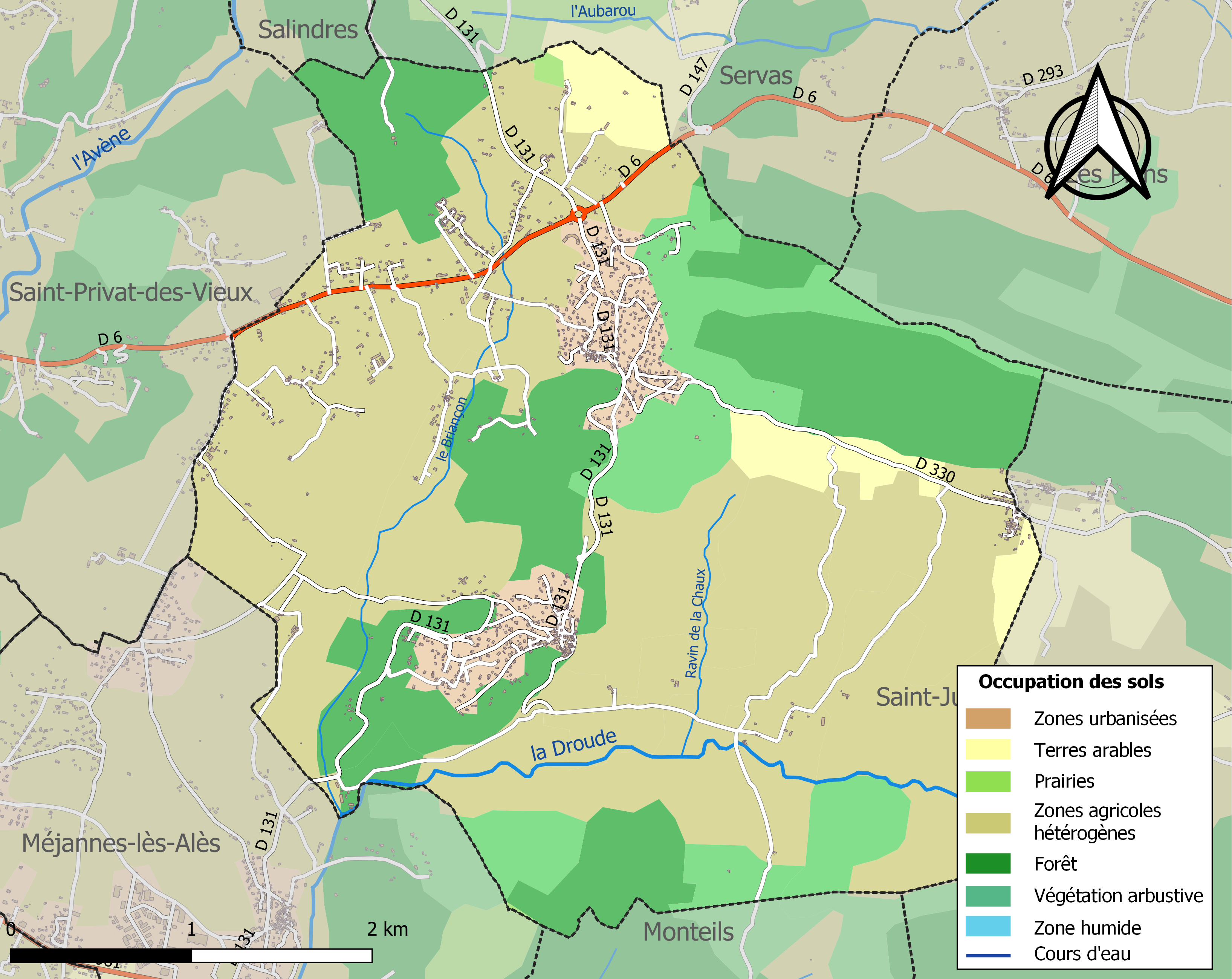
Kaart van de gemeente met belangrijkste infrastructuur, bodemgebruik en omliggende gemeenten

## Demografie
Onderstaande figuur toont het verloop van het inwonertal (bron: INSEE-tellingen).